# Ripidius quadriceps
Ripidius quadriceps é uma espécie de insetos coleópteros polífagos pertencente à família Ripiphoridae.
A autoridade científica da espécie é Abeille de Perrin, tendo sido descrita no ano de 1872.
Trata-se de uma espécie presente no território português.